# Fanta Damba
Fanta Damba est une chanteuse malienne connue dans son pays sous le nom de La Grande Vedette Malienne. Elle est née en 1938 à Ségou au Mali.

## Biographie
Née dans une famille de griots, avec deux parents musiciens, elle a débuté dans l'Ensemble instrumental national du Mali. En 1975, elle entame une tournée en Europe qui la révèle. Elle devient l'une des premières artistes au Mali à être connue mondialement. Elle est reconnue pour avoir été une source d'inspiration pour des artistes tels que Mory Kanté, Youssou N'Dour ou Rokia Traoré.

## Discographie
- Première anthologie de la Musique malienne, volume 6. La tradition épique, 1971
- La grande vedette malienne, 1975
- Hamet, 1975
- Ousmane Camara, 1975
- Sékou Semega, 1977
- Bahamadou Simogo, 1980
- Fanta Damba, 1981
- Fanta Damba, 1982
- Fanta Damba, 1983
- Fanta Damba, 1985
- Fanta Damba du Mali Vol. 1, 2002
- Fanta Damba du Mali Vol. 2, 2002
- Fanta Damba du Mali Vol. 3, 2002